# Français terre-neuvien
Le français terre-neuvien est un dialecte du français parlé dans la province canadienne de Terre-Neuve, distinct des autres dialectes français canadien, qui incluent le français québécois et le français acadien. Il n'est plus parlé aujourd'hui que par une poignée de Terre-neuviens, très largement bilingues franco-anglais.

## Localisation

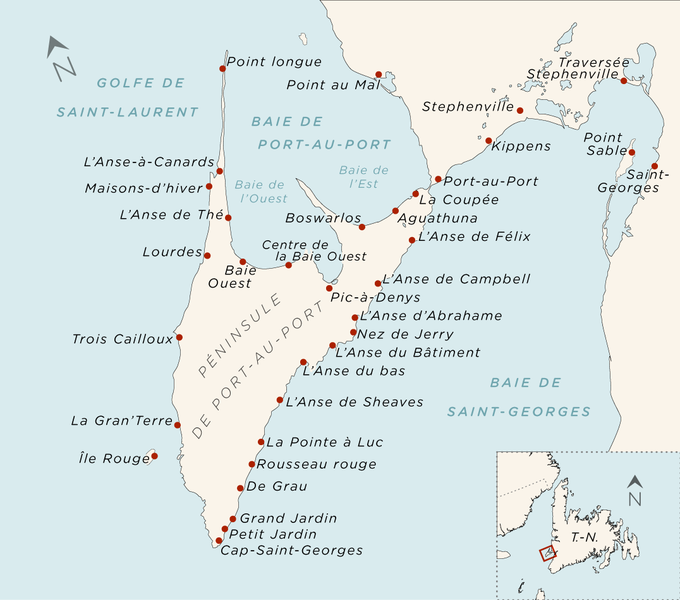
Carte de la péninsule de Port-au-Port.

La population francophone de Terre-Neuve se trouve localisée principalement à l'Est dans la capitale Saint-Jean et sur la côte Ouest dans quelques localités de la péninsule de Port-au-Port : L'Anse-à-Canards, Maisons-d'Hiver, La Grand'Terre, le Cap-Saint-Georges. Dans la mesure où beaucoup des francophones de Saint-Jean sont issus d'une immigration plus récente provenant des autres provinces canadiennes, de France métropolitaine ou de Saint-Pierre-et-Miquelon, c'est dans la péninsule de Port-au-Port qu'il convient de rechercher les caractéristiques d'une langue française spécifiquement terre-neuvienne.

## Histoire
L'origine des franco-terre-neuviens de la péninsule de Port-au-Port est double : acadienne et bretonne. La colonie française de Terre-Neuve exista de 1662 jusqu'à 1713, date où elle fut cédée à l'Angleterre dans le cadre du Traité d'Utrecht. Les droits de pêche français sur les côtes de Terre-Neuve furent garantis par le Traité de Paris de 1763 et des villages de pêcheurs français y prirent place clandestinement durant de longues années malgré l'interdiction de créer des établissements permanents.
Des Acadiens venus de l'Île du Cap-Breton et des Îles de la Madeleine s'installent à Cap-Saint-Georges, dans la vallée du Codroy et à Stephenville alors appelé l'Anse-aux-Sauvages, à partir du XIXe siècle, tandis que jusqu'au milieu du XXe siècle, des pêcheurs bretons vraisemblablement de langue maternelle bretonne, mais éduqués en français, sont venus s'établir sur la péninsule de Port-au-Port : c'est une des raisons qui peut expliquer la différence du français terre-neuvien par rapport au français acadien.
Une éducation en français fut dispensée au XIXe siècle par le Père Bélanger, curé de Saint-Georges, et de 1912 à 1928 à Lourdes (anciennement Clam Bank Cove) par Pierre-Adolphe Pineault, un prêtre acadien de l'Île-du-Prince-Édouard.

### Contacts avec les populations anglophones, bilinguisme et assimilation
Les contacts avec les anglophones s'accentuèrent avec l'ouverture en 1941 de la base aérienne américaine Ernest Harmon à Stephenville qui entraina l'arrivée de populations anglophones dans la région.
La scolarisation des enfants francophones était alors effectuée en anglais. Une des personnes interviewées par Patrice Brasseur se souvient qu'« à l'école faulait pas parler français (…) t'étais mis en punition, parce qu'une personne parlait français ». L'absence d'une scolarisation en français fait que certaines personnes se déclarent plus à l'aise avec les programmes de télévision en anglais pour aborder des sujets abstraits, dont elles ne maitrisent pas le vocabulaire en français.
Les mariages entre francophones et anglophones ont pu également être un facteur d'assimilation.

### Accès aux écoles et médias francophones
La langue française fait son apparition à l'école de Cap-Saint-Georges dans les années 1970 sous la forme d'un enseignement bilingue en anglais et français pour enfants francophones et anglophones, et ce n'est que dans les années 1980 que des classes en français pour francophones y sont créées, tandis qu'une école en français est créée à Grand-Terre.
C'est un français standard qui y est enseigné. Ajouté à la présence du français québécois à la radio et à la télévision, cela crée une insécurité linguistique des locuteurs du français terre-neuvien.

## Caractéristiques
- Présence abondante de mots anglais
- Traces de breton
- Première personne du singulier en "ons"
- Affrication[9], ou palatalisation du [k] et du [g] : « tchinze » pour « quinze » et « djerre » pour « guerre »[10].
- Subjonctif en train de disparaitre[11].
- Utilisation des formes « septante (70), octante (80) et nonante (90) » comme en Acadie d'autrefois et actuellement en Belgique et dans certains cantons de Suisse romande où la forme « huitante (80) » est utilisée à la place de « octante »[12].

## Exemples
« Asteure, il y avait Joe Lainey puis sa femme Sarah Jane qu'elle s'appelait et ils restiont tout proche de chez nous, eh. Puis le soir, avant la nuit, ils s'en veniont tous les deux. Elle portait sa brochure [tricot], elle. Puis elle et Maman brochiont, puis Papa et Joe Lainey, eux, ils jasiont. »
« Et là, le printemps, en mai, eh, je coupions la laine et je la lavions et la mettions à sécher et je l'épluchions tirer la crasse de dedans, et là, on la cardions. Puis là, je filions sur le rouet, et delà, je/ bien faisions la brochure. Des mitaines, des chaussons, des sweaters, et tout ça comme ça. »

## Journal et portail
Un journal bimensuel est édité depuis 1984, à Saint-Jean, Le Gaboteur, le seul journal en français de Terre-Neuve-et-Labrador. En plus de proposer des informations et des nouvelles provinciales et nationales en français, il traite des actualités qui touchent les communautés francophones situées à St. John's, sur la péninsule de Port-au-Port et au Labrador (Labrador City et Happy Valley-Goose Bay).
Le portail Portail des francophones de Terre-Neuve-et-Labrador est la porte d'entrée sur la francophonie terre-neuvienne-et-labradorienne. Il regroupe les 11 organismes francophones et acadiens de la province et propose des renseignements utiles sur la santé, l'éducation, le tourisme, l'économie, des nouvelles, des événements, des vidéos et plus encore.

## Chansons
- Émile Benoît (24 mars 1913 - 2 septembre 1992) a enregistré plusieurs chansons en français terre-neuvien : Émile's Dream en 1979, Ça vient du Tchoeur en 1982 et Vive la Rose en 1992.